# 巴罗斯自由镇
巴罗斯自由镇，是西班牙埃斯特雷马杜拉巴达霍斯省的一个市镇。总面积104平方公里，总人口12487人（2001年），人口密度120人/平方公里。

## 友好城市
- 法國 吉尚